# Пустополе
Пустополе (на сръбски: Пустопоље) е село в Босна и Херцеговина, разположено в община Пале, в ентитета на Република Сръбска. Населението му според преброяването през 2013 г. е 787 души, от тях: 781 (99,23 %) сърби, 3 (0,38 %) хървати, 1 (0,12 %) черногорец и 2 (0,25 %) неизвестни.

## Население
Численост на населението според преброяванията през годините:
- 1961 – 103 души
- 1971 – 116 души
- 1981 – 228 души
- 1991 – 266 души
- 2013 – 787 души